# 野津友那乃
野津 友那乃（のつ ゆなの、1999年12月14日 - ）は、日本の元タレント、モデルでさくら学院の元メンバー。元アミューズ所属。血液型O型。東京都出身。2015年5月に、野津友那乃から本条友奈埜（ほんじょう ゆなの）に改名した。

## 略歴
2009年、「ちゃおガール2009☆オーディション」で準グランプリを受賞し、同オーディションでグランプリの「布施柚乃」、準グランプリの「田口華」、スマイル賞の「黒澤美澪奈」、「中村葵」とともにアミューズに所属した。
2012年5月6日、さくら学院のメンバーとしての活動を開始。クラブ活動（派生ユニット）では、テニス部（Pastel Wind）、バトン部（Twinklestars）、購買部として活動。2014年度からは、トーク委員長としても活動。
2014年4月、着せ替え人形リカちゃんのシリーズ「原宿ガールズスクール」において、リカ、ツバサ、ミサキの3人がアイドルグループ「HGS」として1stシングル「ミニヨン☆パピヨン」でデビュー。ミサキの歌パート担当として活動開始する。
2015年3月29日、さくら学院を卒業。同年5月25日、野津友那乃から本条友奈埜に改名。
2017年2月3日、自身のInstagramアカウントにおいて、進学を目指すため同日の投稿をもって芸能活動に区切りをつけることを発表し、7年半の自身の芸能活動を支えてくれた人々に感謝の意を表した。

## 人物
ドラマ『スイート・ライフ』（ディズニー・チャンネル）や、自身が尊敬する深津絵里が出演した映画『ザ・マジックアワー』などのコメディ作品が小さい頃から好きであり、自らも人を笑わせる演技ができる女優になりたいとしている。また、さくら学院では「トーク委員長」として活動した事で喋る事が好きになった事からバラエティ出演やグルメレポートにも関心を寄せている。
好きな芸能人はKARA。好きな言葉は「前進あるのみ！」。好きな食べ物はいくら丼、たらこスパゲッティ。尊敬する女優は大地真央、深津絵里。

## 出演
個人活動のみを記載。グループ活動はさくら学院の項目をご覧下さい。

### ドラマ
- ハガネの女season2（2011年4月 - 6月、テレビ朝日） - 松谷莉奈 役
- 11人もいる!（2011年11月25日、テレビ朝日） - 久美子 役
- 世にも奇妙な物語 '16秋の特別編「シンクロニシティ」（2016年10月8日、フジテレビ）

### 映画
- ナルニア国物語/第3章: アスラン王と魔法の島（2011年2月25日公開） - ゲイルの日本語版吹き替え[12]

### CM
- フィールズ タワーオブプリンセス 「みんなで冒険篇」（2016年）

### その他
- ちゃおちゃおTV! winter special 2012（2012年2月10日・17日、キッズステーション）
- STOLABO TOKYO『スピカの夜』（2015年9月24日、Ustream）

### PV
- ゆず「翔」

### 雑誌
- 『振袖美人2017』（ハースト婦人画報社、2016年10月15日発売）